# Shikken
Los shikken (japonés: 執権) eran los regentes del shōgun durante el shogunato de Kamakura en Japón. El cargo fue monopolizado por el clan Hōjō.
Hōjō Tokimasa, suegro del primer shōgun, Minamoto no Yoritomo, se convirtió en el primer shikken en el año 1203. El shikken era el jefe del mandokoro en aquel entonces, y tras reemplazar al segundo shōgun, Minamoto no Yoriie, con Sanetomo, se convirtió en el gobernador de facto del shogunato.
El hijo de Tokimasa, Yoshitoki, fortaleció el cargo haciendo que convergiera con el cargo de jefe del Samurai-dokoro, una vez aniquilado el poderoso clan Wada, que había detentado ese cargo desde siempre. El shikken pasó a ser el mayor cargo, que controló en la práctica a los shōgun, a quienes convirtió en títeres. En 1224, el hijo de Yoshitoki, Hōjō Yasutoki, creó el puesto de rensho (cosignatarios) como asistente del regente.
En un primer momento, este cargo fue ocupado por el tokusō, líder del clan Hōjō, pero Hōjō Tokiyori separó ambas responsabilidades. Instaló a Hōjō Nagatoki como shikken y al mismo tiempo hizo que Tokimune le sucediera como tokusō. El poder ejecutivo pasó del shikken al tokusō.

## Lista de Shikken
1. Hōjō Tokimasa (r. 1199–1205)
2. Hōjō Yoshitoki (r. 1205–1224)
3. Hōjō Yasutoki (r. 1224–1242)
4. Hōjō Tsunetoki (r. 1242–1246)
5. Hōjō Tokiyori (r. 1246–1256)
6. Hōjō Nagatoki (r. 1256–1264)
7. Hōjō Masamura (r. 1264–1268)
8. Hōjō Tokimune (r. 1268–1284)
9. Hōjō Sadatoki (r. 1284–1301)
10. Hōjō Morotoki (r. 1301–1311)
11. Hōjō Munenobu (r. 1311–1312)
12. Hōjō Hirotoki (r. 1312–1315)
13. Hōjō Mototoki (r. 1315–1316)
14. Hōjō Takatoki (r. 1316–1326)
15. Hōjō Sadaaki (r. 1326)
16. Hōjō Moritoki (r. 1326–1333)

- Datos: Q1045904
- Multimedia: Shikken / Q1045904